# Éloyse Lesueur
Éloyse Lesueur (ur. 15 lipca 1988 w Créteil) – francuska lekkoatletka specjalizująca się w skoku w dal, uczestniczka letnich igrzysk olimpijskich w Londynie (2012).

## Sukcesy sportowe
- czterokrotna mistrzyni Francji w skoku w dal – 2006[1], 2010[2], 2011[3], 2012[4]
- wicemistrzyni Francji w skoku w dal – 2009[5]
- halowa wicemistrzyni Francji w skoku w dal – 2011[6]

| Rok  | Miasto            | Zawody                                | Konkurencja              | Wynik                    |
| ---- | ----------------- | ------------------------------------- | ------------------------ | ------------------------ |
| 2005 | Marrakesz         | Mistrzostwa świata juniorów młodszych | skok w dal bieg na 100 m | srebrny medal 7. miejsce |
| 2007 | Hengelo           | Mistrzostwa Europy juniorów           | skok w dal               | srebrny medal            |
| 2008 | Walencja          | Halowe mistrzostwa świata             | skok w dal               | 4. miejsce               |
| 2009 | Kowno             | Młodzieżowe mistrzostwa Europy        | skok w dal               | brązowy medal            |
| 2010 | Bergen            | Drużynowe mistrzostwa Europy          | skok w dal               | 1. miejsce               |
| 2011 | Sztokholm         | Drużynowe mistrzostwa Europy          | skok w dal               | 3. miejsce               |
| 2011 | Paryż             | Halowe mistrzostwa Europy             | skok w dal               | 4. miejsce               |
| 2011 | Rieti             | Mityng Rieti IAAF Grand Prix          | skok w dal               | 2. miejsce               |
| 2011 | Rzym              | Mityng Golden Gala                    | skok w dal               | 3. miejsce               |
| 2011 | Monako            | Mityng Herculis                       | skok w dal               | 3. miejsce               |
| 2011 | Nicea             | DécaNation                            | skok w dal               | 1. miejsce               |
| 2012 | Villeneuve-d’Ascq | Mityng Lille Metropole                | skok w dal               | 1. miejsce               |
| 2012 | Paryż             | Mityng Areva                          | skok w dal               | 3. miejsce               |
| 2012 | Eugene            | Mityng Prefontaine Classic            | skok w dal               | 2. miejsce               |
| 2012 | Helsinki          | Mistrzostwa Europy                    | skok w dal               | złoty medal              |
| 2012 | Londyn            | Igrzyska olimpijskie                  | skok w dal               | 8. miejsce               |
| 2013 | Göteborg          | Halowe mistrzostwa Europy             | skok w dal               | srebrny medal            |
| 2013 | Gateshead         | Drużynowe mistrzostwa Europy          | skok w dal               | 1. miejsce               |
| 2014 | Sopot             | Halowe mistrzostwa świata             | skok w dal               | złoty medal              |
| 2014 | Zurych            | Mistrzostwa Europy                    | skok w dal               | złoty medal              |
| 2014 | Marrakesz         | Puchar interkontynentalny             | skok w dal               | 1. miejsce               |
| 2014 | Angers            | DécaNation                            | skok w dal               | 1. miejsce               |
| 2015 | Praga             | Halowe mistrzostwa Europy             | skok w dal               | 5. miejsce               |
| 2016 | Marsylia          | DécaNation                            | skok w dal               | 1. miejsce               |

## Rekordy życiowe
- skok w dal – 6,92 – Paryż 05/07/2014 / 6,94w  – Sztokholm 21/08/2014
- skok w dal (hala) – 6,90 – Göteborg 02/03/2013 (rekord Francji)